# Trần Quốc Hiện
Trần Quốc Hiện (tiếng Trung: 陳國現; sau năm 1252 (?) – ?) hay Trần Quốc Nghiễn (tiếng Trung: 陳國峴), là một tông thất hoàng gia Đại Việt thời nhà Trần trong lịch sử Việt Nam.

## Thân thế
Sách sử không chép về thân thế của Trần Quốc Hiện. Nhưng căn cứ tước hiệu (Hưng Trí vương) thì ông có khả năng là con trai của Hưng Đạo vương Trần Quốc Tuấn. Tư liệu dân gian thì cho rằng ông là con trai thứ ba của Trần Quốc Tuấn.

## Cuộc đời
Tháng 12 (ÂL) năm 1284, quân Nguyên xâm lược Đại Việt. Quân đội nhà Trần thất thế, phải liên tục rút chạy. Hưng Vũ vương Trần Quốc Nghiễn, Minh Hiến vương Trần Quốc Uất, Hưng Nhượng vương Trần Quốc Tảng, Hưng Trí vương Trần Quốc Hiện đốc suất 20 vạn quân các xứ Bàng Hà, Na Sầm, Trà Hương, Yên Sinh, Long Nhãn đến hội quân ở Vạn Kiếp, nghe theo quyền điều khiển của Hưng Đạo vương Trần Quốc Tuấn.
Năm 1288, quân Nguyên lại sang xâm lược lần nữa, nhưng nhanh chóng thua chạy sau thất bại ở Bạch Đằng. Triều đình ban chiếu cho tướng lĩnh các nơi để quân Nguyên về nước, nhưng Hưng Trí vương vẫn cho quân đón đánh.
Năm 1289, triều định định công đánh giặc. Hưng Trí vương vì không tuân theo chiếu lệnh, nên dù có công mà không được thăng trật.

## Thờ phụng
Trong tín ngưỡng thờ Đức thánh Trần, Hưng Trí vương Trần Quốc Hiện là một trong Tứ vị vương tử (gồm Trần Quốc Nghiễn, Trần Quốc Uất, Trần Quốc Tảng, Trần Quốc Hiện).